# Tas-Silġ
Tas-Silġ är en fornlämning i republiken Malta. Den ligger i kommunen Marsaxlokk, i den sydöstra delen av landet. Tas-Silġ ligger 45 meter över havet.
Terrängen runt Tas-Silġ är platt. Närmaste större samhälle är Birkirkara, 10,0 kilometer nordväst om Tas-Silġ. 